# Aristòtil contemplant el bust d'Homer
Aristòtil contemplant el bust d'Homer és una pintura a l'oli del pintor holandès Rembrandt pintada el 1653 i que s'exposa al Metropolitan Museum of Art de Nova York.

## Història
És la primera obra d'un tríptic que comprèn Alexandre el Gran i Homer, en commemoració dels més grans homes de la Grècia antiga. Aristòtil té la mà dreta sobre l'escultura representativa d'Homer, mentre que l'esquerra es posa sobre la cadena d'or de la que penja un retrat d'Alexandre el Gran, el seu alumne. Apareixen així en el quadre, a través d'una subtil al·lusió, les dues obres posteriors. El buidatge en guix per al bust d'Homer es trobava a la casa de Rembrandt.
Va ser executada per al noble sicilià Antonio Ruffo, que va pagar 500 florins per ella, un preu quatre vegades superior al d'un quadre italià similar. L'obra li va ser enviada a Messina el 1654. Ruffo, l'any 1660, va encarregar a Guercino una pintura que representés una figura que pogués fer joc amb el quadre de Rembrandt: amb aquest fi, va enviar un esbós de l'obra que Guercino va interpretar com un Fisionomista que estigués estudiant sobre una escultura les alineacions d'un rostre, proposant pintar en correlació un Cosmògraf que estigués estudiant un mapamundi. A l'any següent, Ruffo va enviar a Mattia Preti els esbossos dels quadres de Rembrandt i Guercino, demanant una altra pintura que fes joc amb les anteriors i Preti va pintar un Diògenes de Siracusa. Les obres de Guercino i de Preti encara estan perdudes.
La família Ruffo va conservar el quadre de Rembrandt fins finals de l'any 1760; arribat a Anglaterra, va passar l'any 1928 al col·leccionista dels Estats Units Alfred Erickson i va ser adquirit el 15 de novembre de 1961 pel Museu Metropolità per dos milions tres-cents mil dòlars, la xifra més alta pagada aleshores per un quadre.

## Anàlisi
L'obra està signada i datada : REMBRANDT F. 1653.
Rembrandt representa Aristòtil mirant reflexivament el bust d'Homer. Una càlida llum flota entre les dues figures, i es concentra precisament on haurien de creuar-se les mirades. És una llum que sembla aparèixer de dintre de l'obscuritat.
Aristòtil vesteix com un ric mercader holandès del segle xvii. La cadena d'or que porta al voltant del cos apareix a altres retrats de Rembrandt i recorda als regals que rebien els pintors dels seus mecenes. Se'l representa com un home gran, quan ja el seu alumne Alexandre el Gran estava dedicat a la conquesta d'un imperi. Podria estar pensant en l'ascens d'Alexandre, les seves ambicions mundanes, enfront de l'espiritualitat de l'home representada per Homer.